# راهبری زیست‌محیطی، اجتماعی و ابرشرکتی
راهبری زیست‌محیطی، اجتماعی و شرکتی (به انگلیسی: Environmental, social, and corporate governance (ESG)) رویکردی برای ارزیابی میزان فعالیت یک شرکت به نمایندگی از آن اهداف اجتماعی است که فراتر از نقش یک شرکت برای به حداکثر رساندن سود از طرف سهامداران شرکت است. نوعاً، اهداف اجتماعی که دیدگاه ESG از آنها دفاع می‌کند شامل تلاش برای دستیابی به مجموعه معینی از اهداف زیست‌محیطی، و همچنین مجموعه ای از اهداف مربوط به حمایت از جنبش‌های اجتماعی خاص، و مجموعه سومی از اهداف مربوط به این هستند که آیا شرکت به گونه ای اداره می‌شود که با اهداف جنبش تنوع، برابری و شمول سازگاری داشته باشد.
بسیاری از سازمان‌های دولتی و موسسات مالی راه‌هایی را برای اندازه‌گیری میزان همسویی یک شرکت خاص با اهداف ESG ابداع کرده‌اند. طبق مطالعه‌ای که در سال ۲۰۲۱ توسط مرکز تجارت پایدار مدرسه استرن دانشگاه نیویورک انجام شد، و بیش از ۱۰۰۰ مطالعه را مورد بررسی قرار داد، «مطالعه‌ها از امتیازدهی‌های متفاوتی برای شرکت‌های مختلف از سوی ارائه‌دهندگان داده مختلف استفاده می‌کنند.»
تحقیقات نشان می‌دهد که چنین دارایی‌های نامشهودی درصد فزاینده ای از ارزش شرکتی آینده را تشکیل می‌دهند. با این که راه‌های زیادی برای اندیشیدن در مورد معیارهای دارایی نامشهود وجود دارد، این سه عامل مرکزی به همراه یکدیگر، راهبری محیطی، اجتماعی و شرکتی، برچسبی را تشکیل می‌دهند که در سراسر صنعت مالی ایالات متحده پذیرفته شده است. آنها برای اهداف خاص بی شماری با هدف نهایی اندازه‌گیری عناصر مرتبط با پایایی و تأثیر اجتماعی یک شرکت یا تجارت استفاده می‌شوند. MSCI، یک آژانس رتبه‌بندی جهانی ESG از این اصطلاح از دیدگاه سرمایه‌گذاری استفاده می‌کند و سرمایه‌گذاری ESG را به عنوان در نظر گرفتن عوامل محیطی، اجتماعی و راهبری در کنار عوامل مالی در فرایند تصمیم‌گیری سرمایه‌گذاری تعریف می‌کند. به‌طور مشابه، S&P تأکید می‌کند که از طریق سرمایه‌گذاری ESG، فعالان بازار در تصمیم‌گیری‌های خود راه‌هایی را در نظر می‌گیرند که از طریق آن ریسک‌ها و فرصت‌های زیست‌محیطی، اجتماعی و حاکمیتی می‌توانند تأثیرات مهمی بر عملکرد شرکت‌ها داشته باشند. سرمایه‌گذارانی که از ESG در تصمیم‌گیری خود استفاده می‌کنند، می‌توانند به‌طور پایا سرمایه‌گذاری کنند و در عین حال همان سطح بازده مالی را که با یک رویکرد سرمایه‌گذاری استاندارد انجام می‌دهند حفظ کنند.
اصطلاح ESG برای اولین بار در سال ۲۰۰۵ در یک مطالعه تاریخ ساز با عنوان کنفرانس «کسی که اهمیت می‌دهد می‌برد» در سال ۲۰۰۵ ابداع شد، کنفرانسی که برای اولین بار سرمایه گذاران نهادی، مدیران دارایی، تحلیلگران تحقیقاتی طرف خرید و فروش، مشاوران جهانی و نهادهای دولتی و تنظیم کننده برای بررسی نقش محرک‌های ارزش محیطی، اجتماعی و حاکمیتی در مدیریت دارایی و تحقیقات مالی گرد آورد.
با این حال، در برخی مکان‌ها 
مانند هند و مناطق خاص، قوانینی وجود دارد که گزارش ESG را برای انواع خاصی از شرکت‌ها الزامی می‌کند. به عنوان مثال، در هند یک الزام قانونی به نام BRSR (گزارش مسئولیت تجاری و پایداری) وجود دارد که گزارش ESG را برای 1000 شرکت برتر بر اساس ارزش بازار آنها در بورس اجباری می کند. آنها باید این گزارش را برای اطمینان از شفافیت و افشای عملکردهای پایداری و مسئولیت خود ارائه دهند.
در کمتر از ۲۰ سال، جنبش ESG از یک ابتکار مسئولیت اجتماعی ابرشرکتی که توسط سازمان ملل راه اندازی شد به یک پدیده جهانی تبدیل شد که بیش از ۳۰ تریلیون دلار دارایی تحت مدیریت را نمایندگی می‌کند. به گفته مورنینگ استار، تنها در سال ۲۰۱۹، سرمایه ای بالغ بر ۱۷٫۶۷ میلیارد دلار به محصولات مرتبط با ESG سرازیر شد که تقریباً ۵۲۵ درصد افزایش نسبت به سال ۲۰۱۵ نشان می‌دهد. منتقدان ادعا می‌کنند که محصولات مرتبط ESG تأثیر مورد نظر افزایش هزینه سرمایه برای شرکت‌های آلاینده را نداشته و بعید است داشته باشند، و جنبش را به سبزشویی متهم می‌کنند.